# トップポットドーナツ

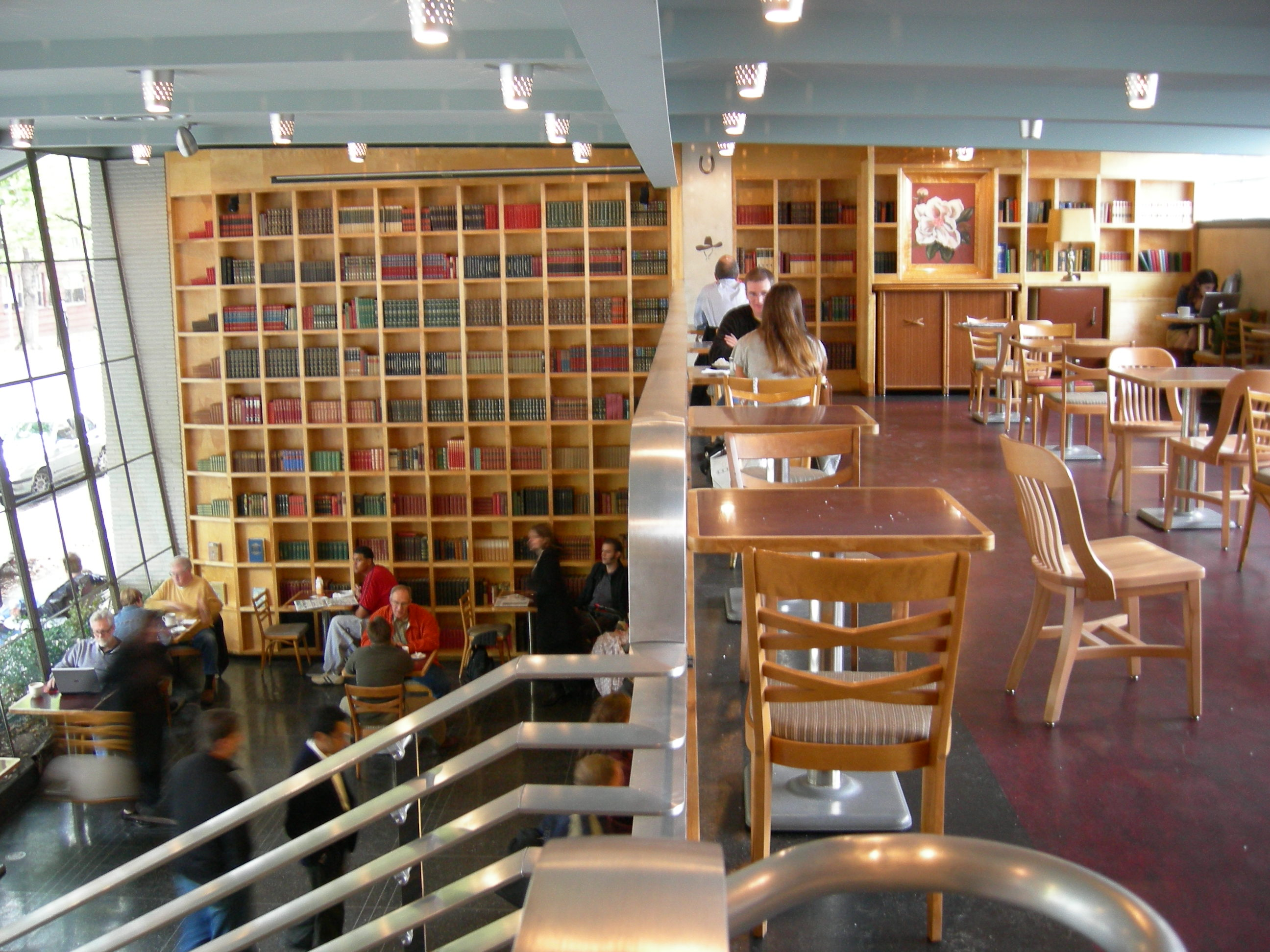
シアトルのベルタウン、デニー・レグレード五番アベニューにあるトップポットドーナツの内装

トップポットドーナツ（Top Pot Doughnuts）は、シアトルの近郊、キャピトルヒルを発祥とするドーナツとコーヒーを扱うチェーン店。

## 解説
マークとマイケルのKlebeck兄弟により2002年2月に設立された。
トップポットドーナツの店舗はピュージェット湾の地域に六カ所あり、そのドーナツレシピは、7,000を超えるアメリカとカナダのスターバックスの店舗でも使われている。また、トップポットドーナツは、シアトル・シーホークスとシアトル・サウンダーズFCのホームスタジアムである、クエスト・フィールドの公式ドーナツでもある。 2011年、トップポットドーナツはナショナル・ラクロス・リーグのワシントン・ステルスの公式ドーナツおよびコーヒーともなった。
“トップポット(Top Pot)”という名前は“トップスポット(Topspot)”という中華レストランに掛かっていた年季の入ったネオンサインを由来とする。創設者の二人はその看板を買い取り、裏庭に四年間放置していた。修復されるまでに、真ん中の“S”が取れてしまい、トップポット(Top Pot)となった。しかし、"How I Made my Millions(どうやってお金持ちになったのか)"によると、ある店舗のオーナーは、”S”は輸送中にトラックから落ちてしまったと述べている。

## 余談
アメリカ合衆国大統領バラク・オバマが2010年十月にシアトルを訪れた際、上院議員のパティ・マリーと共にベルタウンの五番アベニューにある、トップポットドーナツに立ち寄った。
2011年1月、シアトル市長マイク・マクギンは、様々な物とトップポットのドーナツ1ダースを、ニューオーリンズ市長ミッチ・ランドリューとのNFLのNFCワイルドカードゲームで賭けた。